# Magyarbikali Farkasvár
A mai Romániában, Kolozs megyében, Bánffyhunyadtól 3 kilométernyire, északkeleti irányban, az Almás-patak egyik mellékvölgyében elhelyezkedő Magyarbikal egykori Farkasvárának helye a falutól (románul Bicălatu) keleti irányba 1,5 kilométerre fekvő egykori várdombon volt.

## Leírása
Az egykori várról okleveles említés nem maradt fenn, ám maradványai alapján középkori vár lehetett.
A 40 méter hosszú és 10-15 méter széles, ovális várdomb déli végénél egy kb. 6 m átmérőjű mélyedés található, melynek szélénél csekély falmaradvány látható.
A feltáráskor habarcsos tégla- és kőfalak maradványai kerültek elő. Az ásatás kutatóárkai és kisebb kincskeresőgödrök ma is fellelhetők.
A vár belső területe körül egy egy 3-5 méter széles magaslat és 20 méternyi távolságban, 6-8 méterrel alacsonyabb szinten a várdomb peremén, újabb magaslat látható, melynek szélén csekély domborulat jelzi az egykori külső palánk nyomvonalát. A külső várral együtt a vár legnagyobb mérete 100 méter x 55 méter lehetett.